# Razpon kril
Razpon kril (ang. Wingspan ali pa samo Span) je razdalja med obema koncema krila. Termin se uporablja v letalih, ornitopterjih, pticah in drugih organizmih s krili. Boeing 777 ima na primer razpon kril 60 metrov, klateški albatros (Diomedea exulans), ujet leta 1965, pa je imel razpon kril 3,6 metra – rekord za živečo ptico.

## Rekordi

### Največji razponi kril
- Letalo: Hughes H-4 Hercules »Spruce Goose« – 97,5 m[1]
- Letalo (trenutno v uporabi) Antonov An-225 – 88,4 m
- Netopir: indijska leteča lisica – 1,5 m[2]
- Ptica: klateški albatros – 3,63 m[3]
- Ptica (izumrla): Argentavis – ocenjeno 7 m[4]
- Plazilec: pterozaver Quetzalcoatlus – 10–11 m[5]
- Žuželka: Thysania agrippina – 28 cm[6]
- Žuželka (izumrla): Meganeuropsis do 71 cm[7]

### Najmanjši razponi kril
- Letalo (dvokrilnik): Starr Bumble Bee II – 1,68 m[8]
- Letalo (reaktivec): Bede BD-5 – 4,27 m[navedi vir]
- Letalo (dvomotorno): Colomban Cri-cri – 4,9 m
- Netopir: Craseonycteris thonglongya – 16 cm[2]
- Ptica: čmrlji kolibri – 6,5 cm[9]
- Žuželka: tanzanijska parazitoidna osica (iz družine Mymaridae) – 0,2 mm[10]